# Ratanji Tata
Ratanji Tata (Bombay, 20 januari 1871 – St Ives, Cornwall, 5 september 1918) was een Indiase investeerder, zakenman en filantroop. Hij is de zoon van Jamsetji Tata, de oprichter van de Tata-groep. Hij werd geboren als Ratan Tata. De ji achter zijn voornaam is in de Indiase cultuur een uiting van respect en is geen onderdeel van zijn eigenlijke naam.

## Jeugd en persoonlijk leven
Tata was de zoon van Jamsetji Tata, een bekende Parsi handelaar en oprichter van de Tata-groep, een Indiaas industrieel conglomeraat. In Nederland algemeen bekend door het dochterbedrijf Tata Steel IJmuiden. Hij studeerde aan het St. Xavier's College in Bombay en ging daarna aan de slag bij het bedrijf van zijn vader. In 1893 trouwde Tata met Navajbai Sett en in 1915 vertrok hij naar Engeland. In Engeland bezat hij een woning in York House, Twickenham. Ze adopteerden hun verre neef Naval Tata.
Tata overleed op 5 september 1918 in St. Ives in Cornwall (Engeland) en werd begraven op het Brookwood Cemetery, Woking, nabij Londen, aan de zijde van zijn vader. Via zijn tante, Jerbai Tata, die getrouwd was met een handelaar uit Bombay, Dorabji Saklatvala, was hij de neef van Shapurji Saklatvala, die later een communistisch lid van het Britse parlement zou worden.
Na zijn overlijden werd het Sir Ratan Tata Fonds opgericht in 1919, met een vermogen van 8 miljoen Rs.

## Carrière
Na het overlijden van hun vader in 1904 erfden Ratan en zijn broer Dorabji Tata zijn grote vermogen. Hiervan hebben ze een groot deel ingezet voor enerzijds praktisch filantropisch werk en anderzijds om enkele industriële ondernemingen op te zetten, die gebruikmaken van de grondstoffen die Brits-Indië tot haar beschikking had.
Een Indiaas instituut voor wetenschappelijk en medisch onderzoek (Indian Institute of Science, IISc) werd in 1905 opgericht in Bangalore en in 1912 ving Tata Steel haar werk aan in Sakchi, in de centrale provincies van wat nu India is. De belangrijkste onderneming was misschien wel de waterkrachtcentrale van West-Ghats, die in 1915 werd geopend en waarmee Bombay de beschikking kreeg over een grote hoeveelheid elektriciteit, waardoor de productiviteit van de daar gevestigde industrie enorm verbeterde.
In 1916 werd Ratan Tata geridderd tot sir Ratan Tata en beperkte zijn werk niet meer tot Brits-Indië. Hij richtte in 1912 het Ratan Tata department of social science and administration op aan de London School of Economics en stelde een fonds in zijn naam in bij de University of London om de leefomstandigheden van de armere bevolking te bestuderen.
Ook legde Tata zich toe op de kunsten, waar hij een kenner van was. Het Chhatrapati Shivaji Maharaj Vastu Sangrahalaya (voormalig Prince of Wales Museum) heeft een afdeling waarin de verzameling van sir Ratanji Tata, verkregen in 1923, wordt tentoongesteld, samen met de verzamelingen van sir Dorabji Tata (verkregen in 1933) en sir Purushottam Mavji (verkregen in 1915).

## Voetnoten en referenties
1. ↑  Historical Gardens  » Sir Ratan Tata (1871-1918). www.historicalgardensblog.com. Geraadpleegd op 8 november 2016.
2. 1 2  More than a businessman via @tatacompanies. tata.com. Gearchiveerd op 15 januari 2017. Geraadpleegd op 8 november 2016.
3. ↑  Sir Ratan Tata (1871 - 1918) - Find A Grave Memorial. www.findagrave.com. Geraadpleegd op 8 november 2016.
4. ↑  (en) Kienholz, M. (13 oktober 2008). Opium Traders and Their Worlds-Volume Two: A Revisionist Exposé of the World's Greatest Opium Traders. iUniverse. ISBN 9780595613267.
5. ↑  About Maharashtra. www.maharashtratourism.gov.in. Geraadpleegd op 8 november 2016.